# Onsängssjön
Onsängssjön är en sjö i Ljusdals kommun i Hälsingland och ingår i Ljusnans huvudavrinningsområde. Sjön har en area på 0,356 kvadratkilometer och ligger 123 meter över havet. Sjön avvattnas av vattendraget Svedjebäcken (Ranungsbäcken).

## Delavrinningsområde
Onsängssjön ingår i det delavrinningsområde (685844-150971) som SMHI kallar för Utloppet av Onsängssjön. Medelhöjden är 138 meter över havet och ytan är 2,04 kvadratkilometer. Räknas de 2 avrinningsområdena uppströms in blir den ackumulerade arean 20,76 kvadratkilometer. Svedjebäcken (Ranungsbäcken) som avvattnar avrinningsområdet har biflödesordning 3, vilket innebär att vattnet flödar genom totalt 3 vattendrag innan det når havet efter 123 kilometer. Avrinningsområdet består mestadels av skog (32 procent), öppen mark (15 procent) och jordbruk (35 procent). Avrinningsområdet har 0,35 kvadratkilometer vattenytor vilket ger det en sjöprocent på 16,9 procent.